# Cuushe
Cuushe（クーシェ）、本名Mayuko Hitotsuyanagi（漢字表記は非公表）は、京都出身のシンガーソングライター、マルチプレイヤー、音楽プロデューサー。 彼女の楽曲はFLAUやCascineといったレーベルからリリースされている。彼女はまたGeskiaとのデュオプロジェクトNeon Cloudや、不定形バンドFEMとしての活動も平行して行っている。

## 経歴
Cuusheは京都で育ち、その後大阪、東京へと移住した。ロンドンとベルリンにも長期滞在し 、2008年から音楽制作を開始する。
2009年にデビュースタジオアルバム「Red Rocket Telepathy」を、そして2012年には、EP「Girl You Know That I Am Here but the Dream」をリリースした。また2011年、当時多摩美術大学在学中であったアニメーション作家の久野遥子が2年がかりで手掛けたミュージック・ビデオ「Airy Me」が国内外で話題になり、文化庁メディア芸術アニメーション部門祭新人賞を受賞した。その後、2013年にリリースしたセカンド・アルバム「Butterfly Case」はピッチフォーク誌で「魅惑的なドリーム・ポップ（a captivating collection of dream pop"）」と評される。2015年にリリースしたEP「Night Line」の楽曲「We Can't Stop」は、アメリカのダークコメディTVシリーズ「Search Party」でも使用された。

## ディスコグラフィー

### アルバム
- Red Rocket Telepathy（2009）
- Butterfly Case（2013）
- WAKEN （2020）

### EP
- Knit（2011）(Neon Cloud名義)
- Girl You Know That I Am Here but the Dream（2012）
- Scar（2014） (Neon Cloud名義)
- Night Lines（2015）
- Light（2020）(FEM名義)

### 客演
- Iglooghost - 「Chinese Nü Yr」より「Gold Coat」（2015年）
- Iglooghost- 「NeōWax Bloom」より「Infinite Mint」（2017年）
- Kidkanevil - 「BUBBLE」より「Soda」（2022年）